# 漢斯-格奧爾格·馮·弗里德堡

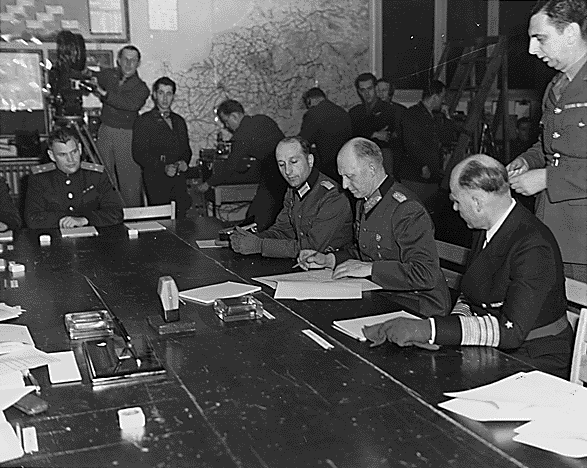
弗里德堡（三人併坐黑衣者）於1945年5月7日在法國兰斯見證德國簽署投降書

漢斯-格奧爾格·馮·弗里德堡（德語：Hans-Georg von Friedeburg，1895年7月15日—1945年5月23日）是納粹德國的一位海軍大將，曾擔任海軍潛艇副總司令，也是最後一任的海軍總司令。儘管弗里德堡有個猶太人祖母，他仍是納粹政權的熱烈支持者，並受到海因里希·希姆萊黨衛隊反猶勢力的保護。在第一次世界大戰後，弗里德堡擔任了台下隱藏的潛艇部隊指揮官，後來又於1941年9月成為德國潛艇部隊副總司令，負責管理德國潛艇部隊的訓練和基地的運作，後來還在法國沿海佈署潛艇警戒線以搜尋和攻擊盟軍船團。1942年，弗里德堡晉升為海軍少將，隔年2月又晉升為德國潛艇總司令。1945年1月17日被授予寶劍騎士戰功十字勳章，接著在5月1日晉升為大將，德國海軍元帥卡爾·鄧尼茲於阿道夫·希特勒自殺後接替成為國家元首後，弗里德堡也成了德國海軍總司令。
1945年5月上旬，鄧尼茲命令弗里德堡與西方盟軍部隊進行停戰談判，並前往於吕讷堡的伯纳德·蒙哥马利元帥的總部，他被告知德國必須無條件投降，沒有協商的空間。他於1945年5月4日簽署了德國於荷蘭、德國西北部和丹麥軍隊的投降書。弗里德堡代表德國海軍，簽署於北歐的德軍投降書，同最高統帥部長阿爾弗雷德·約德爾大將在法國兰斯簽訂，並於1945年5月8日至9日間午夜生效。之後，他又與威廉·凱特爾和漢斯-尤根·史托普於5月8日簽署蘇聯紅軍主持的投降儀式，之後在弗倫斯堡政府被逮捕後，於23日自殺。
弗里德堡之子路德維希·馮·弗里德堡是一位知名的社會學家，並曾在1969年至1974年間擔任黑森的文化部長。